# Bascoiberisme

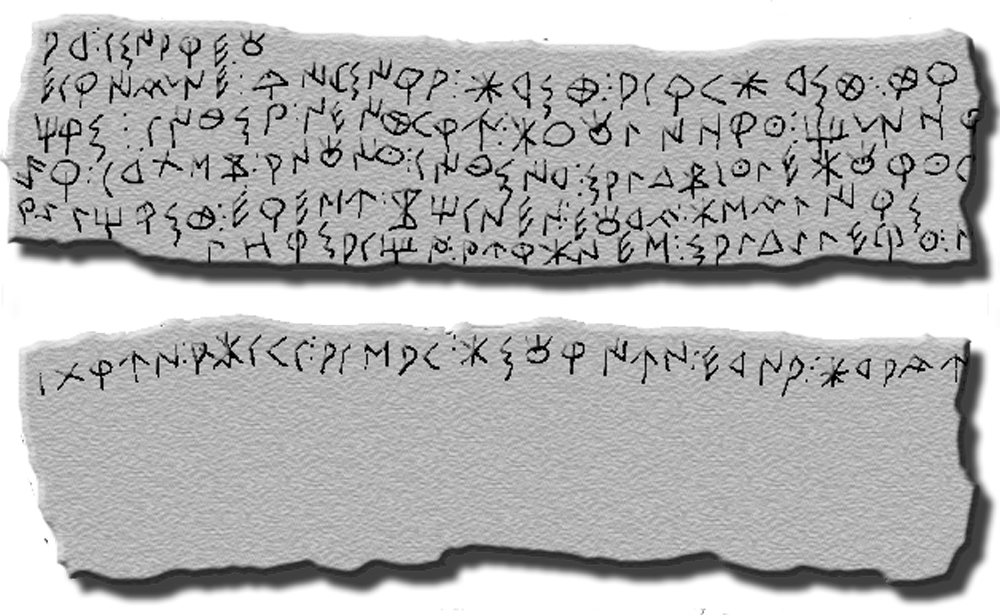
Plom d'Ullastret. A la segona línia s'hi llegeix:
(borste : abaŕgeborste).
Compareu amb el basc actual
bost - hamabost (Cinc - Quinze)

El bascoiberisme és la teoria que defensa que la llengua basca i la llengua ibèrica estan emparentades.
La seva formulació més extrema, en la que es postula que la relació entre elles seria tan propera que els textos ibèrics es podrien traduir amb l'ajut de poc més que d'un diccionari de basc, està conreada en l'actualitat bàsicament per afeccionats amb escassa o nul·la formació lingüística i escàs o nul rigor metodològic i no té cap mena de crèdit en els cercles especialitzats. En canvi, la seva formulació més moderada, en la que es considera que el basc podria ser útil per penetrar en els textos ibèrics, està present en l'actualitat, amb diferents graus d'intensitat, en els treballs d'alguns especialistes en ibèric.
En tot cas, les opinions majoritàries tant dels especialistes en ibèric, com en basc són contràries a la teoria del bascoiberisme en qualsevol de les seves formulacions. Per la major part dels especialistes en ibèric, el basc no és útil per entendre els textos ibèrics, tot i reconèixer algunes coincidències de forma i significat que pel seu escàs nombre podrien ser fruit de l'atzar o de préstecs, i algunes coincidències tipològiques que podrien ser fruit de fenòmens d'àrea lingüística, que es donen entre llengües no necessàriament emparentades que conviuen en un mateix territori durant un llarg període. En la mateixa línia, els especialistes en basc consideren que el basc no té parents coneguts ni en l'actualitat ni en l'antiguitat, més enllà de la consideració de l'aquità com a fase arcaica del basc, tot i reconèixer algunes afinitats entre l'onomàstica aquitana i la ibèrica.
Amb les darreres troballes (entre les quals destaca un dau que demostra una gran semblança entre els numerals ibers i els bascs), però, s'han anat veient cada cop més semblances entre el basc i l'iber, i darrerament la teoria del bascoiberisme torna a agafar empenta. No es defensa que el basc permeti entendre l'iber, sinó que pot haver-hi relacions de parentiu. Els que no segueixen aquesta teoria, però, diuen que serien dues llengües amb préstecs lingüístics.

## Origen de la teoria

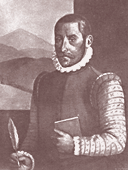
Esteban Garibay va ser el primer bascoiberista segons Caro Baroja

L'origen d'aquesta teoria es podria remuntar al segle xvi, quan Lucio Marineo Sículo en l'obra Opus De Rebus Hispaniae mirabilibus (1533) indicava que els antics pobladors de la península Ibèrica parlaven basc, tot i que considerava que els ibers haurien arribat més tard. En tot cas, fou Esteban Garibay el primer que va intentar explicar topònims a partir del basc en l'obra Los quarenta libros del Compendio historial de las chronicas y universal historia de todos los Reynos de España... (1571) (Arxivat 2007-06-06 a Wayback Machine.), línia seguida per la majoria d'investigadors posteriors. Pocs anys després Andrés de Poça publica l'obra De la antigua lengua, poblaciones y comarcas de las Españas (1587).
En el segle xvii destaca el treball d'Arnaut Oihenart Notitia utriusque Vasconiae, tum Ibericae, tum Aquitanicae, qua praeter situm regions et alia scitu digna, Navarrae regum coeterarumque: in its insignum vetustate et dignitate familiarum... (1638) que és el primer a proposar que 'ilia' present en topònims antics signifiqui ‘ciutat'. També cal destacar el treball de José de Moret Annales del Reyno de Navarra (1674). En el segle xviii destaca Manuel Larramendi i la seva obra De la antigüedad y universalidad del Bascuence en España (1728).
A principis del segle xix es van publicar Apología de la lengua Bascongada (1803) de Pedro Pablo de Astarloa i el Catálogo de las lenguas de las naciones conocidas (1804) de Lorenzo Hervás i l'obra Alfabeto de la lengua primitiva de España y explicación de sus más antiguos monumentos y medallas (1806) de Juan Bautista Erro y Azpiroz, que va ser el primer a intentar traduir textos ibèrics amb l'ajut del basc. En tot cas, qui més va contribuir en popularitzar i internacionalitzar la teoria fou Wilhelm von Humboldt en l'obra Prüfung der Untersuchungen über die Urbewohner Hispaniens vermittelst der Vaskischen Sprache (1821), on defensava que el basc seria un descendent directe de l'ibèric. Ja en el segle xx, Hugo Schuchardt en l'obra Die iberische Deklination (1907) va intentar establir un paral·lelisme entre algunes terminacions dels textos ibèrics i la declinació basca a partir del corpus d'inscripcions ibèriques d'Emil Hübner: Monumenta Linguae Ibericae (1893). La hipòtesi de Schuchardt i la resta de propostes basades en les lectures de textos ibèrics van quedar completament desfassades quan el 1922 Manuel Gómez-Moreno Martínez va demostrar que les transcripcions usades fins aleshores eren errònies.

### Alguns exemples de bascoiberisme extrem
- (català) El desxifrat de l'ibèric. Antoni Jaquemot

- (català) Epigrafia ibèrica Arxivat 2007-08-21 a Wayback Machine.. Joan Ruiz